# ماتیلدا جاسلین گیج
ماتیلدا جاسلین گیج (انگلیسی: Matilda Joslyn Gage؛ ۲۴ مارس ۱۸۲۶ – ۱۸ مارس ۱۸۹۸) یک نویسنده پرکار، ویراستار، روزنامه‌نگار و یک فعال حق رأی زنان در قرن نوزدهم اهل ایالات متحده آمریکا بود. او یک فعال حقوق بشر، ضد برده‌داری و متفکر آزاد بود.

## فعالیت‌ها
گیج در سال ۱۸۵۲، به عنوان یک سخنران در کنوانسیون حقوق زنان در سیراکیوس، نیویورک، فعالیت‌هایش را شروع کرد و پس از آن، دست‌یابی زنان به حق شرکت در انتخابات به یکی از اهداف او تبدیل شد. او کارگری خستگی‌ناپذیر و یک سخنران قدرتمند بود. ماتیلدا مقالات متعددی را به مطبوعات می‌داد به‌طوریکه به عنوان یکی از شجاع‌ترین، منطقی‌ترین و علمی‌ترین نویسندگان زمان خود شناخته می‌شد. در سال‌های ۱۸۷۸ تا ۱۸۸۱ در شهر سیراکیوس او روزنامه «شهروند ملی» که ویژه حقوق زنان بود را منتشر کرد.
در سال ۱۸۸۰ او و الیزابت کدی استانتون و سوزان آنتونی نمایندگی انجمن ملی حق رای زنان را در کنوانسیون جمهوریخواهان در شیکاگو، ایلینوی و کنوانسیون دموکراتها در سینسیناتی در ایالت اوهایو بعهده داشت. او برای سال‌های در خط مقدم جنبش حق رای زنان فعالیت می‌کرد و با نوشتن تاریخ حق رای زنان در سال‌های ۱۸۸۱ تا ۱۸۸۷ با این جنبش همکاری کرد. او در سال ۱۸۶۸ رساله حقوق زنان را نوشت.

## ریاست انجمن حق رای زنان نیویورک
گج به مدت پنج سال ریاست انجمن حق رای زنان نیویورک را بعهده داشت و در سال‌های ۱۸۷۵ تا ۷۶ رئیس انجمن ملی حق رای زنان آمریکایی بود. این انجمن در دهه ۹۰ قرن هجدهم میلادی یکی از جذاب‌ترین انجمن‌هایی بود که باعث می‌شد دیگر انجمن‌های مشابه تشکیل شوند. در سال ۱۸۹۰ یکی از جوامع وابسته به تشکیل انجمن رأی‌گیری ملی بود. او همچنین مسئولیت دفتر معاون دوم، معاون رئیس و رئیس کمیته اجرایی انجمن ملی حق رای زنان آمریکایی را بعهده داشت.

## دیدگاه‌ها
نظرگاه‌های گیج در مورد حق رأی زنان توسط بسیاری از اعضای انجمن، رادیکال بحساب می‌آمد. او در سال ۱۸۹۰ با هدف حق حاکمیت زنان، حفظ اصول آزادی‌های مدنی و مذهبی زنان و تأثیرگذاری بر روی افکار عمومی نسبت به خطر اتحاد دین و دولت از طریق اصلاح قانون اساسی و مبارزه با دکترین دست دوم دیدن زنان، اتحادیه ملی کار زنان را سازمان داد و در سال ۱۸۹۸ این اتحادیه را بنیان نهاد و تا پایان عمرش ریاست آن را بعهده داشت.